# Vladikovi
Vladikovi su naseljeno mjesto u općini Foči, Republika Srpska, BiH. Nalazi se istočno od rijeke Drine i Dragojevića. Sjeverno teče rječica Jošanica.
Godine 1962. godine pripojeni su Dragojevićima (Sl.list NRBiH, br.47/62).

## Stanovništvo
| Narod     | Popis 1961. |
| --------- | ----------- |
| Hrvati    |             |
| Muslimani |             |
| Srbi      | 128         |
| ostali    |             |
| Ukupno    | 128         |